# 앱파스
앱파스(AppPars)는 구글 플레이에 등록된 도구앱이다. 그러나 이제는 더 이상 구글플레이에서 판매되지 않는다.
월구독제로 변경되었으며, 월 이용료는 1만원이다.
주요 기능으로는 쿠팡 파트너스에서 제공되는 오픈 API를 활용한 상품정보의 HTML 전환 등이 있다.

## 출시 배경
앱파스는 제휴스쿨 카페에서 서비스된 셀프파트너스, 줄여서 셀파스의 앱버전이라고 볼 수 있다. 카페의 회원 가운데 닉네임 샌드위치가 개발자이다. 
셀파스의 기능은 앱파스와 동일 하지만 웹버전으로 개발자는 앱버전으로 언제 어디서든 기능을 이용하기 위해 코딩을 배워 2020년 10월 20일에 구글 플레이에 출시하게 되었다.
이후 앱파스는 월 구독제로 변경되었으며, 여러차례 업데이트를 거듭하여 22년05월20일 기준 앱파스5 를 서비스 하고 있다.